# Вивијан Опара
Вивијан Нека О. Опара (енгл. Vivian Nneka O. Oparah; 30. децембар 1996) британска је глумица. Опарина је најпознатија по улози Тање Адеоле у научно-фантастичној серији Разред.